# سيجا إيه إم 3
سيجا إيه إم 3 (بالإنجليزية: Sega AM3) هي شركة يابانية مطورة لألعاب الفيديو تابعة لشركة سيجا ، تأسست عام 1993.

## الألعاب
- كارد كابتور ساكورا
- كريزي تاكسي
- كريزي تاكسي 3: هاي رولير
- إس جي جي جي
- أمازينج آيلاند [الإنجليزية]
- أسترو بوي: أومجا فاكتور [الإنجليزية]
- كوسميك سماش [الإنجليزية]
- كريزي تاكسي 2 [الإنجليزية]
- دربي أونرز كلاب [الإنجليزية]
- ناسكار أركيد [الإنجليزية]